# Казімеж Глинський
Казімеж Глинський (пол. Kazimierz Gliński, псевдо. Kazimierz Poroh, 1850—1920) — польський поет, драматург і прозаїк.

## Біографія
Народився 13 червня 1850 року у селі Василівка Київської губернії, Походив зі збіднілої поміщицької родини. Він був сином Людвіка Глінського та батьком Мечислава Глінського. Закінчив середню школу в Бердичеві. У 1868 році вступив на історико-філологічний факультет Ягеллонського університету в Кракові. У 1873 році переїхав із Кракова до Варшави. Останні роки проживав у Наленчуві (Польща), де помер 1 січня 1920. Його поховали на місцевому кладовищі. Пам'ять про письменника вшановує меморіальна дошка, встановлена на будинку управління Товариства медичних закладів у Наленчуві.

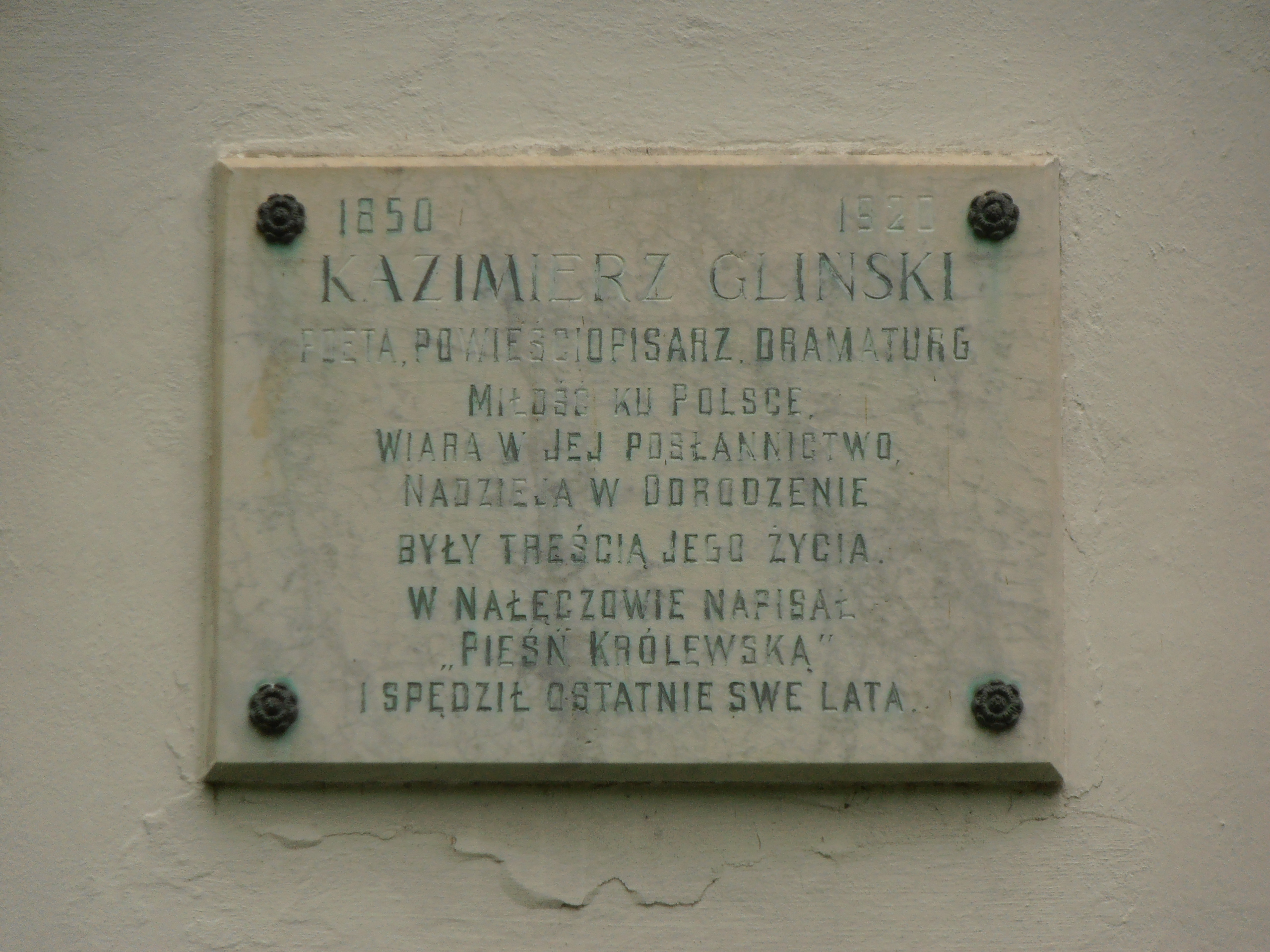
Пам'ятна дошка в Наленчуві

## Творчість
Був автором ряду історичних романів, драм і збірок віршів. Перші поезії опублікував у краківському журналі «Kalina» та львівському «Strzesze».

## Праці
- Wspomnienie Tatrów: z marzeń o szarej godzinie — wyd. Warszawa 1890(пол.)[5]
- Ballady i powieści — wyd. 1901(пол.)[6]
- Pan Filip z Konopi Cz. 1–3. Z nieznanych dotąd żadnemu historykowi rękopisów sumiennie odtworzył i do publicznej wiadomości(пол.)[7]
- Boruta. Powieść z lat dawnych — wyd. 1904(пол.)
- Królewska Pieśń — poemat, wyd. 1907(пол.)[8]
- Bajki Niekrasickiego — poezje, wyd. 1910(пол.)[9]
- Bajki — авт. 1912 рік (пол.)
- Bonawentura Dzierdziejewski. Powieść obyczajowa z czasów stanisławowskich, spisana z opowiadań ojca mojego — powieść historyczna, wyd. 1919(пол.)[10]
- Ostrzeżenica — ред. 1920 рік(пол.)
- Ave! — повість, ред. 1922(пол.)[11]
- Cecora. Powieść historyczna z pierwszej połowy XVII w. — 1902(пол.)[12][13][14]